# Denis Marion
Pour les articles homonymes, voir Marion.
 (décembre 2019).
Si vous disposez d'ouvrages ou d'articles de référence ou si vous connaissez des sites web de qualité traitant du thème abordé ici, merci de compléter l'article en donnant les références utiles à sa vérifiabilité et en les liant à la section « Notes et références ».
Denis Marion (né Marcel Defosse le 15 avril 1906 à Saint-Josse-ten-Noode et mort le 15 août 2000 à Eaubonne) est un écrivain belge francophone, avocat, journaliste, joueur d'échecs, critique littéraire, critique de cinéma, auteur dramatique, professeur d'université; il connut nombre de personnalités culturelles en Belgique et en France.

## Biographie
Après des études de droit à l'Université libre de Bruxelles, Marcel Defosse entame une carrière d'avocat tout en se livrant à sa passion des échecs (il participa à six championnats de Belgique). En 1928, il publie un article très élogieux sur le roman d'André Malraux Les Conquérants, ce qui lui vaudra l'amitié de l'auteur. Au début des années 1930, il est l'un des animateurs du Club de l'Écran (ancêtre de la Cinémathèque royale de Belgique). En 1933, avec André Thirifays et Pierre Vermeylen, il demande à Henri Storck de coréaliser avec Joris Ivens un film de propagande sur les conditions de vie difficiles du prolétariat borain. C'est ainsi que nait Misère au Borinage.
En 1938, Malraux fait appel à lui comme assistant et coscénariste du film Espoir, sierra de Teruel, qu'il réalise pour le gouvernement républicain espagnol.
En 1945, il quitte son cabinet d'avocat pour devenir le correspondant permanent à Paris du quotidien belge Le Soir. Il signe alors ses articles sous le pseudonyme Denis Marion.
Il a écrit plusieurs ouvrages sur le cinéma, un unique roman chez Gallimard, deux pièces de théâtre, et a donné des cours à l'université libre de Bruxelles sur la déontologie de la presse et l'histoire du cinéma.

## Filmographie (comme scénariste)
- 1948 : Le Secret de Monte-Cristo d'Albert Valentin, coscénariste Léon Treich
- 1949 : L'échafaud peut attendre d'Albert Valentin, codialoguiste André Haguet